# Amalia Simoni
Amalia Simoni Argilagos (Puerto Príncipe (actual Camagüey), Cuba, 10 de junio de 1842 - La Habana, Cuba, 23 de enero de 1918) fue una aristócrata y activista por la independencia cubana. Esposa del Mayor general cubano Ignacio Agramonte, prócer de la independencia de Cuba.

## Orígenes y primeros años
Nació en la ciudad de Puerto Príncipe (actual Camagüey), el 10 de junio de 1842, en una familia ilustre. Hija mayor del matrimonio de Don José Ramón Simoni y Doña Manuela Argilagos. El Dr. Simoni, médico de profesión, era hijo de italiano.
Amalia se casó con el joven abogado Ignacio Agramonte el 1 de agosto de 1868. Los jóvenes se habían enamorado, a pesar de la desaprobación del padre de Amalia, el Dr. Simoni, quien se oponía a la relación porque Agramonte era menos adinerado que Amalia.
Tras la insistencia de la joven, ambos se casaron apenas dos meses antes del estallido de la Guerra de los Diez Años (1868-1878), primera guerra por la independencia de Cuba. Los camagüeyanos se levantaron en armas el 4 de noviembre de ese mismo año, durante el Alzamiento de las Clavellinas. Ignacio Agramonte fue uno de ellos.

## Guerra de los Diez Años
Prácticamente se encontraban aún en luna de miel y ya Amalia estaba embarazada de su primer hijo, Ernesto Agramonte Simoni, nacido en la Finca “La Matilde”, el 26 de mayo de 1869. Las familias del matrimonio Agramonte-Simoni se habían lanzado a la manigua también, a finales de 1868.
Conforme avanzaba la guerra, Ignacio iba ganando prominencia en las fuerzas independentistas cubanas. Fue nombrado Mayor general y designado Jefe de la “División de Camagüey”.
Amalia, embarazada por segunda vez y al cuidado del pequeño Ernesto, fue capturada por fuerzas enemigas, enviada a prisión y posteriormente al exilio. Nunca más volvería a ver a su esposo.
Tuvo que exiliarse en Nueva York, Estados Unidos. En esa ciudad, nació su hija Herminia. Amalia se encontraba en la ciudad de Mérida, Yucatán, México, cuando recibe la noticia de la muerte en combate de su esposo, el Mayor general Ignacio Agramonte, en la Batalla de Jimaguayú (1873).

## Tregua Fecunda y Guerra Necesaria
Finalizada la guerra, en 1878, Amalia retornó a su ciudad natal, pero debió partir nuevamente al exilio en 1895, obligada por las autoridades españolas, tras el estallido de la Guerra Necesaria (1895-1898).
Trabajó como cantante (era soprano) en Nueva York, recaudando fondos para la causa de la independencia de Cuba. Al concluir la guerra, en 1898, finaliza definitivamente la dominación española en Cuba y los exiliados cubanos comienzan a regresar.

## Últimos años y muerte
Amalia se opuso a la Primera ocupación estadounidense en Cuba (1898-1902) y, posteriormente, a la Enmienda Platt de la Constitución cubana de 1901. Ella también rechazó los intentos del gobierno cubano de la época de otorgarle una pensión, siendo la viuda del General Agramonte.
El 24 de febrero de 1912, Amalia es invitada a develar el monumento ecuestre de su esposo en la otrora “Plaza Cadenas” de la ciudad de Camagüey, otrora Puerto Príncipe.
Amalia Simoni Argilagos falleció el 23 de enero de 1918, en La Habana, capital de la República de Cuba, a los 75 años de edad. Desde 1991, sus restos descansan en el cementerio de su ciudad natal, cerca de la tumba de su padre, como fuera su última voluntad.
- Datos: Q56844151